# GATV 11
GATV 11 (ang. Gemini Agena Target Vehicle 11) – amerykański sztuczny satelita stanowiący zdalny cel dokowania dla załogowej misji Gemini 11. Trzeci z serii statków typu Agena Target Vehicle, który znalazł się na orbicie. Wyniesiony na orbitę we wrześniu 1966 roku.

## Budowa i działanie
W ramach prac nad programem Apollo, jednym z priorytetów stało się opracowanie skutecznych metod zbliżania się do siebie i dokowania dwóch statków na orbicie okołoziemskiej . GATV 11 został zbudowany w oparciu o zmodyfikowany stopień rakietowy Agena D. Do górnej części stopnia rakietowego zamontowano port dokujący, do którego na orbicie miał przycumować statek Gemini 11 . W przedniej części poza portem dokującym, znajdowały się także anteny systemów łączności, które zapewniały łączność z naziemnym centrum sterowania lotów a także zbliżającym się statkiem załogowym. W tylnej części satelity znajdowały się główne i pomocnicze systemy napędowe .

## Misja

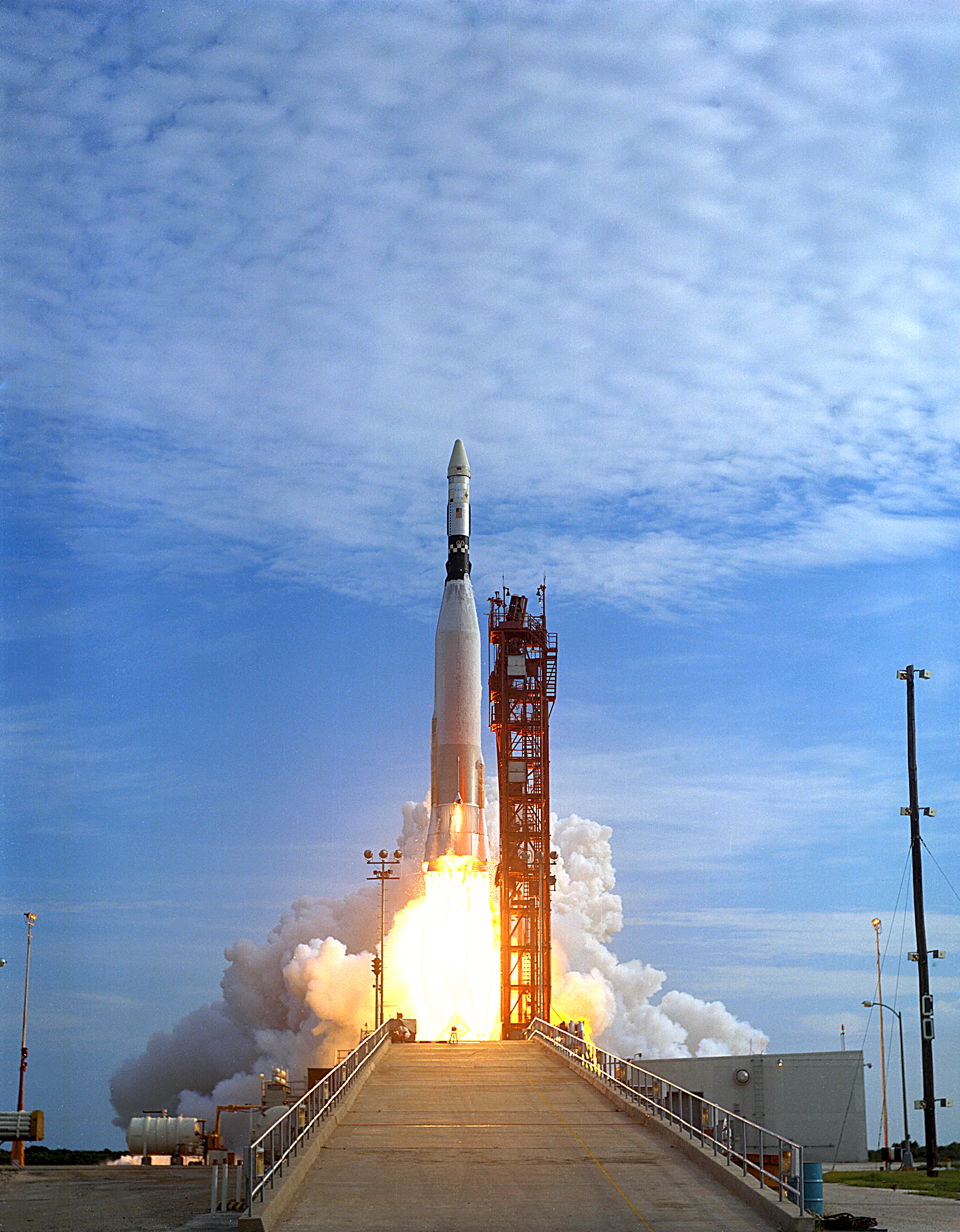
Start rakiety Atlas SLV-3 Agena D z satelitą GATV 11 na pokładzie, 12 września 1966 roku.

Misja rozpoczęła się 12 września 1966 roku, kiedy rakieta Atlas SLV-3 Agena D wyniosła z kosmodromu Cape Canaveral Air Force Station satelitę GATV 11 na niską orbitę okołoziemską . Po znalezieniu się na orbicie satelita otrzymał oznaczenie COSPAR 1966-080A . 
Start nastąpił 100 minut przed wystrzeleniem na orbitę statku Gemini 11. Inaczej niż w przypadku wcześniejszej misji GATV 10 i Gemini 10, do połączenia dwóch statków doszło w czasie wykonywania przez statek załogowy pierwszego okrążenia Ziemi . 13 września doszło do 20 minutowego spaceru kosmicznego, podczas którego Richard Gordon przymocował do Gemini 11 30 metrowy przewód łączący go z GATV 11. 14 września, na 25 sekund włączono silniki głównego systemu napędowego GATV 11, dzięki czemu połączone statki przemieściły się na wyższą orbitę, która w apogeum wynosiła 1374 kilometry. Na tej wysokości załoga Gemini 11 była w stanie po raz pierwszy w historii załogowych lotów kosmicznych, obserwować Ziemię o kształcie kulistym .

### Eksperyment ze sztuczną grawitacją
Po wykonaniu dwóch okrążeń Ziemi na maksymalnie osiągniętej wysokości, ponownie odpalono silniki główne GATV 11 i obniżono orbitę statków do wysokości na której były na początku misji. Na tej orbicie doszło do rozłączenia się statków, które były połączone ze sobą jedynie za pomocą 30 metrowego przewodu. Statki oddaliły się od siebie do momentu naprężenia przewodu, następnie Gemini 11 zaczął obracać się wokół statku celu, co miało wygenerować siłę odśrodkową wraz z pozorną siłą ciążenia. Maksymalna prędkość obrotowa statku wyniosła 55 stopni kątowych na minutę. Słabe efekty ciążenia podczas eksperymentu nie były wyczuwane przez załogę . Po trzech godzinach doszło do ostatecznego rozłączenia się statków .
Po zakończonej sukcesem misji GATV 11 spłonął w górnych warstwach atmosfery 30 grudnia 1966 roku .